# Medealand och andra pjäser
Medealand och andra pjäser är en bok av Sara Stridsberg utgiven 2012 av Albert Bonniers förlag.
Den innehåller hennes tre teaterpjäser Medealand (2009), Dissekering av ett snöfall (2012) och Valerie Solanas ska bli president i Amerika (2006). Boken nominerades 2012 till Augustpriset.

## Mottagande
- Skönhet och patos – SvD
- En egensinnig dramatiker – Dagens Nyheter